# Provincia de Caltanissetta
Caltanissetta (en italiano Provincia di Caltanissetta) fue una provincia de la región de Sicilia, en Italia. Dejó de existir en 2015 cuando fue reemplazada por el Libre consorcio municipal de Caltanissetta. Su capital era la ciudad de Caltanissetta.
Tenía un área de 2125 km², y una población total de 273 597 habitantes (2001). Contaba con 22 municipios.